# World Choir Games
Le festival des World Choir Games est un festival international de chorale ; tous les deux ans, il est accueilli dans une ville différente du monde. La première édition de ce concours a lieu en 2000.

## Histoire

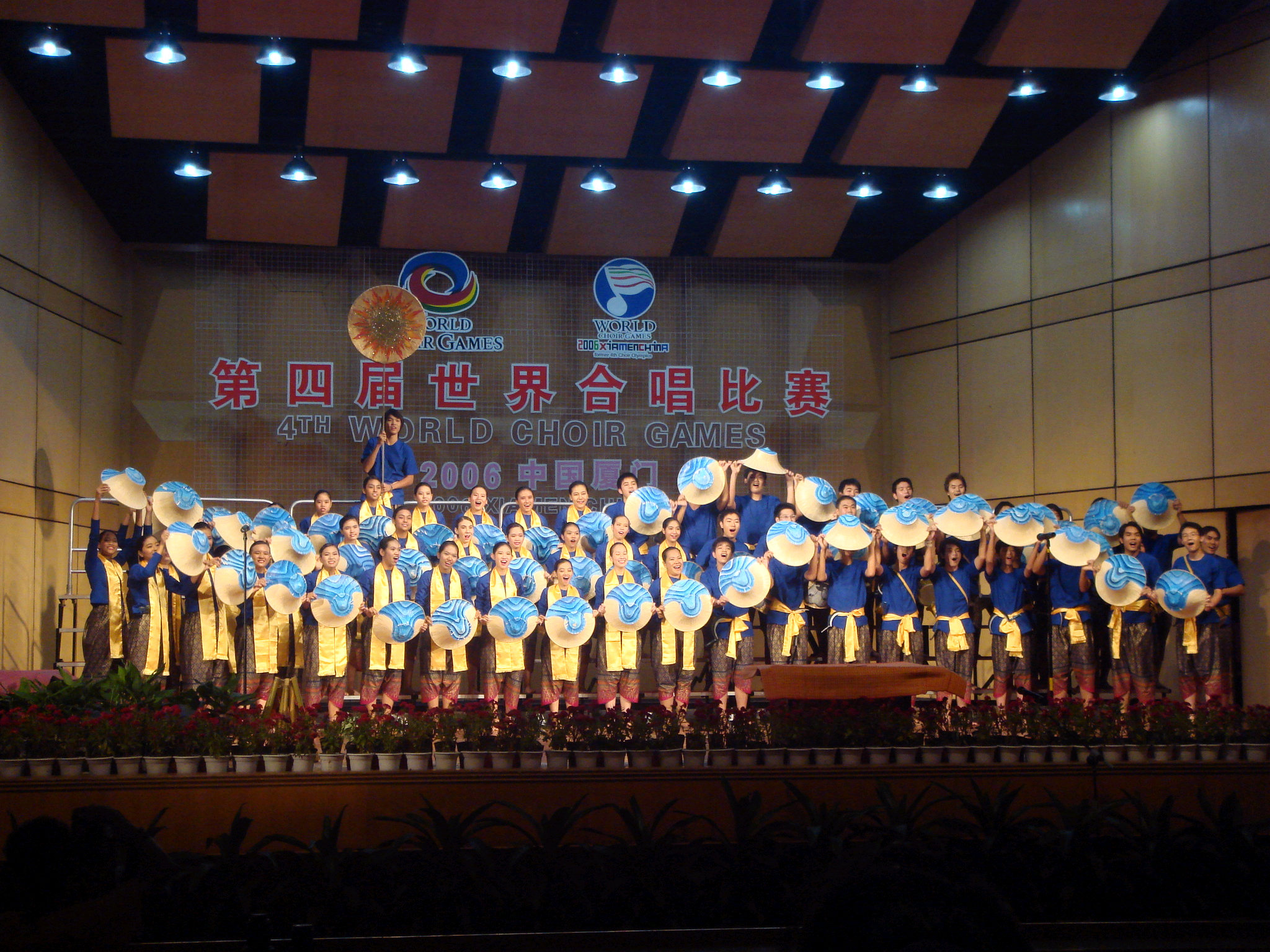
Concert du chœur du durant la 4e édition des World Choir Games, à Xiamen (Chine).

Les World Choir Games ont lieu pour la première fois en l'an 2000 en Autriche. Ils se tiennent, sauf exception, tous les deux ans, sur tous les continents du globe. Ils sont motivés par un idéal proche de celui des Jeux olympiques, s'efforçant de rassembler dans un cadre pacifique les personnes et les peuples liés par un même amour de la musique et du chant.
Les chorales inscrites le sont dans deux catégories, celles des chorales aguerries qui forment la compétition officielle, et une compétition « ouverte » dédiée aux chorales amatrices moins expérimentées dans les concours internationaux. L'ensemble de l'évènement inclut également des prestations libres, des Master Class ou des concerts d'évaluation.

## Éditions
| Année | Édition                | Ville hôte                | Dates                   | Nombre de pays | Nombre de chorales | Catégories | Médailles attribuées | Médailles attribuées | Médailles attribuées |
| Année | Édition                | Ville hôte                | Dates                   | Nombre de pays | Nombre de chorales | Catégories | Or                   | Argent               | Bronze               |
| ----- | ---------------------- | ------------------------- | ----------------------- | -------------- | ------------------ | ---------- | -------------------- | -------------------- | -------------------- |
| 2000  | 1er Olympiques chorals | Linz Autriche             | 7-16 juillet            | 60             | 342                | 28         | 69                   | 124                  | 34                   |
| 2002  | 2e Olympiques chorals  | Busan Corée du Sud        | 19–27 octobre           | 48             | 288                | 25         | 54                   | 102                  | 38                   |
| 2004  | 3e Olympiques chorals  | Brême Allemagne           | 8–18 juillet            | 83             | 360                | 26         | 98                   | 163                  | 33                   |
| 2006  | 4e World Choir Games   | Xiamen Chine              | 15–26 juillet           | 80             | 400                | 26         | 75                   | 140                  | 39                   |
| 2008  | 5e World Choir Games   | Graz Autriche             | 9–19 juillet            | 93             | 441                | 28         | 130                  | 191                  | 27                   |
| 2010  | 6e World Choir Games   | Shaoxing Chine            | 15–26 juillet           | 83             | 472                | 24         | 66                   | 117                  | 28                   |
| 2012  | 7e World Choir Games   | Cincinnati États-Unis     | 4–14 juillet            | 64             | 362                | 23         | 106                  | 139                  | 19                   |
| 2014  | 8e World Choir Games   | Riga Lettonie             | 9–19 juillet            | 73             | 460                | 29         | 229                  | 174                  | 16                   |
| 2016  | 9e World Choir Games   | Sotchi Russie             | 6–16 juillet            | 73             | 283                | 29         | 116                  | 86                   | 4                    |
| 2018  | 10e World Choir Games  | Tshwane Afrique du Sud    | 4–14 juillet            | 62             | 300                | 28         | 134                  | 92                   | 12                   |
| 2021  | 11e World Choir Games  | Anvers et Gand Belgique   | 30 octobre - 7 novembre | 69             | 542                | 28         | 38                   | 36                   | 1                    |
| 2022  | 12e World Choir Games  | Gangneung Corée du Sud    | 4 - 14 juillet          | /              | /                  | /          | /                    | /                    | /                    |
| 2024  | 13e World Choir Games  | Auckland Nouvelle-Zélande | /                       | /              | /                  | /          | /                    | /                    | /                    |